# Ligne de La Ferté-Hauterive à Gannat
La ligne de La Ferté-Hauterive à Gannat est une ligne ferroviaire française à écartement standard et primitivement à double voie dans le sud-est du département de l'Allier, en région Auvergne-Rhône-Alpes. Elle relie les gares de La Ferté-Hauterive au nord et de Gannat au sud.
Elle constitue la ligne 789 000 du réseau ferré national et était longue de 35 km. Elle est partiellement déposée.
Ouverte en 1932, ce fut la dernière ligne mise en service par la Compagnie des chemins de fer de Paris à Lyon et à la Méditerranée (PLM) avant sa nationalisation et la création de la SNCF en 1938.
Aucun service voyageurs n'est assuré sur cette ligne. Seul un service de fret est assuré sur sa partie nord. Une partie de la ligne, entre Bayet et Gannat, a été transformée en voie verte.

## Historique

### Concession et construction
La concession de la ligne est accordée à la Compagnie des chemins de fer de Paris à Lyon et à la Méditerranée (PLM) par une convention signée entre la compagnie et le ministre des Travaux publics le 7 juillet 1905. Cette convention est approuvée par une loi le 27 avril 1906. La ligne a été déclarée d’utilité publique par une loi le 27 avril 1906. 
Les travaux de construction sont interrompus par la guerre. Le projet est un temps abandonné, avant d'être repris, ce qui explique que l'ouverture ne se soit faite qu'en 1932, plus précisément le 25 août. Cette ligne est la dernière à avoir été ouverte par le PLM avant l'avènement de la SNCF en 1938, portant alors son réseau de 9 931 km à 9 966 km.
Elle servait de prolongement de la ligne de Moret - Veneux-les-Sablons à Lyon-Perrache, dite « ligne du Bourbonnais », raccourcissant le trajet de Paris à Clermont-Ferrand de 11 km, en évitant de traverser les gares de Saint-Germain-des-Fossés et de Vichy. Elle devait pour reprendre une dépêche ministérielle de 1905 « constituer un itinéraire de délestage entre le midi et la région parisienne et d'en réduire la distance et le temps de parcours en évitant le nœud ferroviaire de Saint-Germain-des-Fossés traditionnellement encombré ». 
Elle devait aussi permettre de desservir Saint-Pourçain-sur-Sioule, alors un centre viticole important de plus de 5 000 habitants.

### Ouverture
La ligne est ouverte par la compagnie du PLM de La Ferté-Hauterive à Gannat le 25 août 1932.
Son ouverture entrainera l'effondrement du trafic sur la ligne à voie métrique entre Varennes-sur-Allier et Saint-Pourçain-sur-Sioule, du réseau ferré secondaire de l'Allier opéré par la Société générale des chemins de fer économiques (la SE).

### Fermetures
La ligne a fermé au service voyageurs de La Ferté-Hauterive à Gannat le 7 novembre 1938 en application du décret du premier plan de coordination rail-route. Elle est rouverte provisoirement pendant la guerre et dans l'immédiat après-guerre avec le rajout au train de marchandises Moulins-Gannat d'une voiture voyageurs de 3e classe. 
Le 18 janvier 1941, un train spécial transportant le maréchal Pétain empruntera la ligne pour une rencontre avec Pierre Laval à La Ferté Hauterive. Ce dernier avait été démis du gouvernement le mois précédent et résidait alors à Paris sous protection allemande.
La deuxième voie a été démontée cette même année 1941 et les rails ont servi à la construction du transsaharien lancée par le régime de Vichy.
En 1947, le trafic voyageur, limité à une voiture directe en aller retour, le samedi entre Gannat et Moulins, est définitivement arrêté. 
La section entre Saint-Pourçain-sur-Sioule et Bayet a fermé en 1960.

### Déclassement et fermeture
- Déclassement de Saint-Pourçain-sur-Sioule à Bayet (PK 343,440 à 349,000) : le 26 juillet 1969[7]. Ce déclassement a été fait à la demande de la DDE qui voulait supprimer un point noir sur la route nationale 9[2] (actuelle route départementale 2009)[Note 1].
- Fermeture de Bayet à Gannat (PK 349,000 à 367,245) : le 26 juillet 2020[8].

## Exploitation
Cette ligne est toujours en service pour le fret dans sa partie nord (desserte d'I.T.E. à Saint-Pourçain-sur-Sioule).

### Vélorail de la Sioule
Depuis juin 2010, une partie de la ligne encore pourvue de ses rails peut être parcourue en vélorail. Le point de départ est situé à proximité de l'ancienne gare du Mayet-d'École. Un circuit de 8 km part vers le nord en direction de Broût-Vernet et s'achève au pont des Paraudes (sur la Sioule) ; un autre circuit, de 5 km, descend vers le sud, en direction de Gannat, traverse Saulzet et se termine au pont de l'autoroute A719.
Les travaux de mise en service de ce vélorail ont nécessité le débroussaillage de la voie ferrée, l'aménagement d'un parking au Mayet-d'École et l'acquisition de draisines, pour 30 000 €.

### Voie verte du Val de Sioule
Une voie verte de 17 kilomètres est aménagée de Gannat à Bayet à l'emplacement de la voie déferrée. Cette voie longe le vélorail entre Le Mayet-d'École et Broût-Vernet.
Les travaux de réalisation de la voie verte se déroulent en quatre temps :
1. entre Gannat et Le Mayet-d'École ;
2. entre Le Mayet-d'École et Bayet ;
3. entre Bayet et Saint-Pourçain-sur-Sioule ;
4. entre Saint-Pourçain-sur-Sioule et Saint-Loup.

La première phase de travaux a commencé le 28 septembre 2023.
L'aménagement comprend six aires d'accueil : à Gannat, à Saulzet, au Mayet-d'École, à Barberier, à Bayet et à Saint-Pourçain-sur-Sioule.

## Description
La ligne était posée en double voie (une voie fut déposée en 1941). Traversant une plaine, les rampes ont une déclivité maximale de 6 mm/m et un rayon de courbe maximal de 1 500 m ce qui permettra des vitesses élevées de 120 km/h. Elle était équipée d'un système de block-système (block PLM no 3).
La ligne comportait cinq gares, en plus des deux terminus, distante en moyenne de 5 km : Contigny, Saint-Pourçain-sur-Sioule (la plus importante), Bayet, Barberier - Broût-Vernet, Le Mayet-d'École - Jenzat, Saulzet. Les bâtiments sont dans un style assez recherché, s'harmonisant avec les grandes maisons de la Limagne bourbonnaise,  avec de hautes cheminées, un revêtement des façades en enduit ocre, un toiture pentue couverte en tuiles havane de Cusset et l'utilisation de carreaux de faïence orangés et gris pour la signalétique (on retrouve ces mêmes caractéristiques sur les gares de la ligne entre Vichy et Riom, mise en service par la PLM l'année précédente).
La ligne comporte trois ouvrages d'art : 
- Le viaduc de Saint-Loup franchissant l'Allier à Saint-Loup[Note 2] de 286 mètres de long avec une passerelle piétonne et cycliste (sur le modèle du viaduc d'Abrest). Conçu par Paul Séjourné, il comprend sept arches surbaissées identiques en maçonnerie de 33 mètres d'ouverture[2]. Les piles sont granit rose des carrières de Périgneux et l'habillage des tympans est moellons de porphyre de Saint-Prix côté aval et en brique côté amont[2]
- Le pont des Paraudes franchissant la Sioule à Saint-Germain-de-Salles de 286 mètres de long[2]. Il comprend cinq arches surbaissées de 20 mètres d'ouverture et est en granit avec un parement en pierre[2]
- Le pont des Colettes franchissant une seconde fois la Sioule et situé à 3,5 km du précédent sur la commune du Broût-Vernet. Il est de même conception mais avec quatre arches seulement de 23 mètres d'ouverture[2].